# Рух (Берестя)
«Рух» Берестя (біл. «Рух» Брэст, тар. «Рух» Берасьце, рос. «Рух» Брест) — білоруський футбольний клуб з міста Берестя, що належіть провладному бізнесмену Олександру Зайцеву.
Створений у 2016 році на базі фанатів клубу «Динамо-Берестя», після чого два роки брав участь у чемпіонаті області. У сезоні-2018, виступав в чемпіонаті Другої ліги Білорусі, також був фарм-клубом для головної команди міста, «Динамо». Після перемоги в чемпіонаті Другій лізі, перед в сезоном 2019 року клуб став самостійним і перейшов у Першу лігу. У сезоні 2020 року «Рух» вперше в історії вийшов до Вищої ліги.

## Історія

### Історичний клуб
Історія футбольного клубу «Рух» сягає своїм корінням у міжвоєнну Польщу, коли Брест був столицею Поліського окружного футбольного союзу. Вперше він згадується в 1922 році, але активну участь у чемпіонаті Полісся клуб почав брати лише з 1934 року. У 1936 році команда виграла свою групу Береся, а у вирішальних матчах здобула срібні медалі чемпіонату Полісся.
Найяскравішим досягненням клубу у польський період є перемога в чемпіонаті Полісся в 1937 році і участь у відбірковому раунді кваліфікації на чемпіонат Польщі (Д1) в тому ж році, але зайняли останнє третє місце в групі.
У 1939 році «Рух» знову виграв свою групу чемпіонату Полісся, після чого вдруге в історії завоював срібло у своєму чемпіонаті. Однак історія клубу була перервана Другою світовою війною.

### Відродження
У 2016 році було прийнято рішення відтворити історію берестейського футболу. На базі клубу вболівальників «Динамо-Берестя» зібралася команда, яка взяла першу історичну назву місцевого футбольного клубу — «Рух».
У 2017 році команда брала участь в чемпіонаті Брестської області (Д4) і відразу завоювала срібні медалі турніру. У наступному році «Рух» зробив величезний прорив у своєму розвитку, отримавши статус фарм-клубу «Динамо-Брест», а головним тренером став відомий білоруський футболіст і тренер Андрій Зигмантович.
В сезоні 2018 склад команди в основному склали колишні дублери «Динамо». З самого початку команда впевнено йшла у верхній частині таблиці, довгий час боролася за першу сходинку з «Крумкачами», і тільки за підсумками останнього туру «Рух» забезпечив перемогу в лізі, що, в свою чергу, дозволило їй вийти в Першу лігу на сезон 2019 року.
У 2019 році «Рух» перестав бути фарм-клубом «Динамо-Брест» і почав чемпіонат Першої ліги як незалежний клуб, що давало йому право в разі успіхів претендувати на вихід до Вищої ліги. Команда добре укомплектувалась, запросивши гравців з досвідом виступів на високому рівні, і вважалась на початку сезону одним з фаворитів у боротьбі за високі місця. Однак, виступ вийшов нестабільним — великі перемоги чергувалися з нічиїми, і «Рух» швидко випав з боротьби за лідерство в таблиці, хоча і знаходився в першій половині. Другу половину сезону «Рух» провів більш впевнено, і в результаті тривалого суперництва з гомельським «Локомотивом» посів третю сходинку, яка давала право на стикові матчі за місце у Вищій лізі з клубом «Дніпро» (Могильов). За підсумками двоматчевої зустрічі рахунок був 1:2 і 2:1, по пенальті «Рух» виявився точнішим і обіграв могильовців, завдяки чому у сезоні 2020 року 2 клуби з Берестя будуть грати у Вищій Лізі.
У 2020 році команда посіла 8-ме місце у Вищій Лізі.  У сезоні 2021 "Рух" фінішував 5-м. 

## Склад команди
Станом на березень 2021 року
| №  | Поз. | Нац.     | Гравець             |
| -- | ---- | -------- | ------------------- |
| 1  | ВР   | Білорусь | Олександр Нечаєв    |
| 2  | ЗХ   | Камерун  | Габі Кікі           |
| 3  | ЗХ   | Білорусь | Артем Рахманов      |
| 4  | ЗХ   | Бразилія | Жоау Вілліам        |
| 5  | ЗХ   | Білорусь | Кирило Печенін      |
| 6  | ЗХ   | Білорусь | Роман Вегеря        |
| 7  | ПЗ   | Білорусь | Олег Никифоренко    |
| 8  | ЗХ   | Швеція   | Гампус Седерстрем   |
| 9  | НП   | Білорусь | Всеволод Садовський |
| 10 | НП   | Білорусь | Євген Шевченко      |
| 11 | НП   | Сенегал  | Абдулає Діалло      |
| 12 | ЗХ   | Білорусь | Євген Клопоцький    |
| 19 | ПЗ   | Білорусь | Денис Гречихо       |
| 20 | НП   | Білорусь | Артем Концевой      |
| 22 | ПЗ   | Ліберія  | Девід Тве           |

| №  | Поз. | Нац.     | Гравець           |
| -- | ---- | -------- | ----------------- |
| 25 | ПЗ   | Сербія   | Філіп Йович       |
| 31 | НП   | Білорусь | Артем Міроєвський |
| 34 | НП   | Білорусь | Артем Петренко    |
| 35 | ВР   | Білорусь | Павло Павлюченко  |
| 42 | ПЗ   | Білорусь | Кирило Черноок    |
| 51 | НП   | Білорусь | Денис Лаптєв      |
| 77 | ЗХ   | Білорусь | Роман Юзепчук     |
| 88 | ПЗ   | Білорусь | Павло Савицький   |
| 91 | ПЗ   | Албанія  | Еліс Бакай        |
| 99 | НП   | Білорусь | Кирило Цапенков   |
|    | ЗХ   | Білорусь | Гліб Гурбан       |
|    | ВР   | Білорусь | Ігнат Мартюг      |
|    | ВР   | Білорусь | Гліб Третяк       |
|    | ЗХ   | Білорусь | Микита Грибов     |